# Valerij Čornyj
Valerij Anatolijovyč Čornyj (in ucraino Валерій Анатолійович Чорний?; Černihiv, 2 luglio 1982) è un ex calciatore e allenatore di calcio ucraino del Černihiv.

## Carriera

### Giocatore
Ha iniziato la sua carriera come giocatore del Desna Černihiv. Ha giocato anche per il Spartak Sumy Enerhetyk Burštyn, Arsenal Bila Cerkva. Nel 2007 si è trasferito nuovamente alla squadra di Desna Černihiv.Gioca anche per la Polissia Dobrjanka. Ha terminato le sue prestazioni nell'Avangard Korukivka, dove ha iniziato a lavorare prima come allenatore, poi come capo allenatore.

### Allenatore
Dopo essersi ritirato dal calcio, ha iniziato a lavorare come allenatore nella squadra del Avangard Korukivka. Il 21 aprile 2021 è stato nominato allenatore ad interim della squadra di Černihiv, in sostituzione di Vadym Postovoy. È riuscito a portare la squadra al 10 ° posto nella stagione 2020-21 in Druha Liha. Nel 2023 con la squadra di Černihiv viene promossa in Perša Liha.